# Меланхр
Меланхр (др.-греч. Μέλαγχρος; VII век до н. э.) — древнегреческий политический деятель, тиран Митилены на Лесбосе.
Предположительно Меланхр принадлежал к одному из двух аристократических родов, представители которых боролись за власть в Митилене в конце VII века до н. э., — либо к Археанактидам, либо к Клеанактидам. Ему удалось стать тираном (по-видимому, благодаря поддержке одной из гетерий). В числе противников Меланхра были мудрец Питтак и поэт Алкей (последний, по словам Страбона, «поносил» тирана). В конце концов Меланхр был свергнут и убит Питтаком и братьями Алкея. Исследователи датируют это событие приблизительно 612/609 или 610 годом до н. э. По альтернативной версии, принадлежащей немецкому антиковеду Ульриху Карштедту, Меланхр жил позже — во времена Писистрата, то есть приблизительно в середине VI века до н. э.